# Seohara
Seohara è una suddivisione dell'India, classificata come municipal board, di 43.985 abitanti, situata nel distretto di Bijnor, nello stato federato dell'Uttar Pradesh. In base al numero di abitanti la città rientra nella classe III (da 20.000 a 49.999 persone).

## Geografia fisica
La città è situata a 29° 13' 0 N e 78° 34' 60 E e ha un'altitudine di 210 m s.l.m..

## Società

### Evoluzione demografica
Al censimento del 2001 la popolazione di Seohara assommava a 43.985 persone, delle quali 23.112 maschi e 20.873 femmine. I bambini di età inferiore o uguale ai sei anni assommavano a 7.467, dei quali 3.932 maschi e 3.535 femmine. Infine, coloro che erano in grado di saper almeno leggere e scrivere erano 21.330, dei quali 12.548 maschi e 8.782 femmine.